# Юлиус I Ратот
Юлий (Юлиус) I Ратот (венг. Rátót nembeli (I.) Gyula; ? — 1239) — крупный венгерский барон и землевладелец, который занимал несколько придворных должностей во время правления королей Андраша II и Белы IV. Он был основателем экономической и политической власти рода Ратот.

## Биография
Представитель венгерского магнатского рода Ратот. Второй сын Леустаха Ратота, который служил воеводой Трансильвании в 1176—1196 годах. Поскольку у Юлия I не было потомков, его брат Ратольд Ратот, ишпан комитата Шомодь, стал продолжателем рода через своих двух сыновей.
Политический рост Юлия Ратота началось во время правления короля Андраша II. Он служил в качестве ишпана комитата Нитра в 1214 году. Юлий Ратот исполнял функции королевского судьи в 1219—1221 годах, кроме того, он также служил в качестве ишпана комитата Кеве. Юлий потерял свой пост во время конституционного кризиса после Золотой буллы 1222 года. После этого он занимал несколько провинциальных постов: он был ишпаном комитатов Мошон (1221), Бихар (1222) и Ваш (1225).
Юлий I Ратот был назначен воеводой Трансильвании в 1229 году. В течение этого времени он присоединился к принцу Беле, который стал герцогом Трансильвании в 1226 году, после соглашения между королём Андрашем II и его сыном после ряда конфликтов за престол. Тот факт, что его двоюродный брат Матьяш Ратот, занимавший пост пробста Загреба, был канцлером при герцоге Беле, будущем короле Венгрии, мог сыграть определённую роль в его возвышении при будущем короле. Юлий Ратот занимал должность воеводы Трансильвании до 1231 года.
Когда Бела IV взошёл на королевский престол в 1235 году, Юлий Ратот был вторично назначен королевским судьёй и оставался на своем посту до своей смерти в 1239 году. Кроме того, он также служил в качестве ишпана комитатов Чанад (1235) и Кеве (1236—1238).